# 高研峠
高研峠（たかとぎとうげ）は、高知県高岡郡梼原町と愛媛県北宇和郡鬼北町日吉（旧日吉村）境界に位置する峠。

## 地理
高研峠は江戸時代に藩政が敷かれる前から伊予国と土佐国を結ぶ連絡路として用いられていた。しかし、標高630メートル付近を通り、幅員は3メートル程度、急勾配で急カーブも多く、冬季には積雪や凍結、夏季には豪雨により通行止めとなることも多かった。
1964年（昭和39年）12月に県道宇和島・須崎線は主要地方道の指定を受け、1969年（昭和44年）12月に国道197号に昇格した。
1974年（昭和49年）4月に国道改良工事が着工し、1978年（昭和53年）に高研山トンネルが貫通した。1980年（昭和55年）4月に下鍵山-上鍵山間、1981年（昭和56年）8月に下中谷-梼原町仲間間が開通し、さらに1982年（昭和57年）12月に日吉大橋が開通し、1983年（昭和58年）11月に高研地区全線が開通した。
国道197号を須崎市方面から宇和島市・大洲市方面へと向かった場合、県境を分かつ峠である。

## 歴史
- 藩政期から伊予と土佐を結ぶ街道があった[1]。
- 1920年（大正9年）4月1日 - 縣道須崎宇和島線として認定。梼原 - 日吉間は不通区間。
- 1928年（昭和3年）5月 - 高研隧道 (L=254m) 開通で全線の開通。
- 1969年（昭和44年）12月4日 - 主要地方道須崎宇和島線は国道197号となる。
- 1983年（昭和58年） - 高研山トンネル（延長1,553m）開通。

## 通過する交通路
- 国道197号